# 一宮市立萩原小学校
一宮市立萩原小学校（いちのみやしりつ はぎわらしょうがっこう）は、愛知県一宮市萩原町にある公立小学校。

## 沿革
- 1907年（明治40年） - 萩原尋常小学校が創立。
- 1909年（明治42年） - 萩原尋常高等小学校に改称。
- 1941年（昭和16年） - 萩原町立萩原小学校に改称。
- 1955年（昭和30年） - 萩原町が市町村合併で一宮市に編入され、一宮市立萩原小学校に改称。
- 1967年（昭和42年） - 特殊学級を設置。

## 通学区域
- 萩原町朝宮、萩原町河田方字三味浦の一部、萩原町串作（萩原町串作字滝浦の一部を除く）、萩原町高木字島田の一部、萩原町高木字十三塚、萩原町高木字東浦の一部、萩原町高松、萩原町滝、萩原町築込、萩原町戸苅、萩原町富田方、萩原町萩原、萩原町花井方[1]。

## 進学先中学校
- 一宮市立萩原中学校